# Murneen North
Murneen North (irisch Muirnín Thuaidh) liegt nördlich von Claremorris (irisch Clár Chlainne Mhuiris ), östlich der R320 im County Mayo in Irland.
Die West-Ost orientierte Megalithanlage liegt auf einem Hügel auf einer Weide. Sie besteht aus einem großen Deckstein, der etwa 2,0 m lang, 1,5 m breit und 0,35 m dick ist. Er wird im Norden von einem einzigen Orthostaten von 0,7 m Höhe, 1,1 m Breite und 0,35 m Dicke unterstützt. Eine zweite, ähnlich große Platte liegt im Süden auf der Seite. Reste eines Erdhügels sind vorhanden.